# 르완다 애국전선
르완다 애국전선(영어: Rwandan Patriotic Front, RPF, 프랑스어: Front patriotique rwandais, FPR)은 1987년 우간다로 도망했던 투치족 난민에 의해 설립된 르완다의 반정부 세력이며, 현재는 르완다 대통령인 폴 카가메가 이끄는 정당이다. 현재의 르완다 정부는 르완다 애국전선과 다른 정당들(민주공화운동, 이슬람 민주당 등)의 연립정권이다.
2003년의 선거에서 르완다 애국전선은 53개의 의석 중 33석을 얻었다.

## 배경
1959년 그레구아르 카이반다의 주도로 투치족의 군주제가 전복되었고, 보복이 두려웠던 투치족은 우간다로 도망치기 시작했다. 이 이동은 1962년에 벨기에로부터 독립한 후에도 계속되었다. 이 시기에 5만에서 7만명의 투치족이 난민이 되어 르완다에서 유출되었지만, 투치족에 대한 폭력행위는 단속적으로 계속되어, 1990년에는 투치족 난민의 수가 20만 명에 달했다. 그 중 유엔 난민 기구에 난민등록을 한 사람은 8만2천 명밖에 되지 않았다.
우간다는 당시 난민에 대해 엄격한 법률을 가진 나라였다. 난민은 난민 수용소에 감금되었으며, 난민인 부모로부터 태어난 아이들은 우간다에서 태어났음에도 불구하고 난민의 신분을 물려받았다. 난민의 수가 증가함에 따라 당초 마련된 수용소에 난민을 수용할 수 없을 정도가 되었다. 난민의 신분에 한 가지의 혜택이 있다면, 그것은 아이들이 유엔으로부터의 원조를 받을 수 있다는 것이었다. 특히 유엔 난민 기구의 장학금에 의해 많은 수의 젊은 사람들이 수용소를 벗어나 우수한 인재가 되어 우간다나 그 밖의 나라에서 일자리를 구했다. 그러한 결과로서 성공한 투치족이 우간다 사회에 늘어남에 따라, 투치족을 우간다에 대한 위협으로 보고 민족 차별이 일어나게 되기도 했다.
1960년대 후반의 정치위기 동안, 밀턴 오보테 정권은 외국인 난민 관리법을 시행했다. 이 법률은, 르완다인(바냐르완다)을 임의로 구속할 수 있도록 정하고 있었다. 1969년에 오보테는 '기술이 없는 외국인'을 모두 정부 관련 직업에서 배제하도록 명령하였으며, 이로 인해 수천 명의 르완다인이 영향을 받게 되었다. '바냐르완다'란 르완다어를 사용하는 사람들의 통칭으로, 여기에는 1920년대에 르완다 남부에서 노동자로 이주한 후투족이나 더 최근에 난민으로서 유입된 투치족이 포함된다. 오보테는 또한 바냐르완다에 대한 인구조사를 명령하여, 어떠한 정치적 영향력도 가지지 못하도록 했다. 이 조사는 1971년 이디 아민에 의해 발생한 쿠데타로 인해 중단되었다. 바냐르완다 중에는 우간다의 치안부대에 들어간 사람도 있었으나, 대조적으로 탄자니아에 모여들었던 反이민 세력에 동조한 사람들도 있었다. 그중에는 요웨리 무세베니와 구국전선에 참가한 프레드 르위게마가 있었다.

## RANU
1979년에 아민이 실각한 이후, 투치의 지식계급 난민은 처음으로 정부 난민단체인 민족통일 르완다인 동맹(영어: Rwandese Alliance for National Unity, RANU)을 설립하여 르완다로의 귀환을 이야기하게 된다. RANU는 당초에는 지적인 협의를 목적으로 하고 있었으나, 오보테가 1980년에 부정 선거로 대통령에 재임하자 많은 수의 투치족 난민은 우간다 부시 전쟁에 있어서 무세베니 측에 서서 싸우는 등, 급진적이 되어갔다. 그 결과 오보테는 국민저항군(NRA)가 바냐르완다로 구성되어 있다고 비난했다. 1982년, 모든 투치족 난민을 수용소에 수용하려는 계획이 실패하고, 4만 명에 달하는 난민이 르완다로 돌아갔다. 그러나 르완다 측은 그 중 4천 명만이 르완다인이라고 하였고, 우간다 측은 1만 명만을 수용할 수 있다고 하였다. 결국 남은 3만5천 명에 달하는 사람들은 법적으로 애매한 위치에서 몇 년동안 국경 부근에 방치되었고, 수많은 젊은이들이 NRA에 가담하게 되었다.
1981년 카밤바의 우간다군 병영을 급습하고 게릴라전을 시작한 NRA의 27명의 멤버 중 두 사람이 투치족이었다. 그 둘은 프레드 르위게마과 폴 카가메였다. 두 사람은 카훙게의 난민 캠프에서 함께 자란 RANU의 적극적인 멤버였다. 1986년 승리를 거둔 NRA가 캄팔라에 들어갔을 때, 전투원의 약 1/4에 해당하는 16000명이 바냐르완다였으며, 르위게마는 부사령관이었다. 무세베니 정권 수립 후 르위게마는 국방부 장관 겸 군부 총사령관으로 임명되면서 실질적으로는 무세베니에 버금가는 지위에 올랐다. 카가메는 군 정보부 장관에 임명됐으며, 피터 바잉가나는 NRA 의료부장에, 크리스 부녜녜지는 306여단의 사령관에 임명되는 등 다른 투치족 난민들도 높은 지위에 올랐다. 투치족이 NRA 내에서 상당수의 주요 위치를 차지한 이유는 그들이 이른 시기부터 저항군에 참여하여 경험이 풍부했기 때문이었다.
바냐르완다가 이 싸움에서 세운 공헌은 새 정부에게 인정을 받았다. 무세베니는 집권 6개월 후, 10년 이상 우간다에 거주한 바냐르완다에게는 시민권이 주어진다고 선언했다. 1987년 12월 RANU는 캄팔라에서 7차 총회를 열고 그 이름을 르완다 애국전선(RPF)으로 바꿨다. 새로운 RPF는 바냐르완다의 퇴역 군인이 다수를 차지하고 있어, RANU보다 훨씬 군사적이었다.

## 르완다 애국전선
1990년 10월 1일 RPF는 르완다를 침공하여 르완다 내전을 시작했다. 사령관이었던 프레드 르위게마가 10월 2일에 사망하기는 했지만, RPF의 급습은 초기에는 성공적이었다. 그러나 르완다군은 벨기에와 프랑스, 자이르로부터 도움을 받아 한 달만에 주도권을 되찾고 RPF를 우간다로 몰아냈다.
폴 카가메는 미국에서 군사학을 공부하던 중 아프리카로 돌아와 RPF를 이끌어 줄 것을 요청받는다. 그 이후로 RPF는 비움바와 루헹게리 지역에 집중적인 게릴라 공격을 재개하여 1992년에는 르완다 북부의 상당한 지역을 차지하게 되었다. 결국 RPF와 르완다 정부는 협상을 통해 1993년 아루샤 협의를 이끌어냈으며, 이에 따라 RPF 인사들과 다른 난민들은 조국으로 돌아올 수 있게 되었다.
1994년 4월 6일 르완다의 대통령 쥐베날 하브자리마나가 타고 있던 비행기가 키갈리 국제공항 근처에서 격추되어 하브자리마나와 부룬디의 대통령 시프리앵 은타랴미라가 사망하면서 이 휴전은 끝나게 되었다. 비행기를 격추시킨 것이 누구인지는 아직까지 밝혀지지 않았다. RPF는 르완다 정부 내의 후투족 극단주의자의 소행이라고 주장했으며, 르완다 정부는 RPF가 이 공격에 대해 책임이 있다고 주장했다. 비행기의 격추는 르완다 집단살해의 도화선이 되어, 격추 후 몇 시간 만에 폭력 사태가 시작되었다. 약 100일 동안, 100만여 명의 투치족이 임시 정부의 명령에 따라 살해당했다. 투치족의 RPF는 군사 행동을 재개하여, 정부군의 보급로를 차단하고 사회 혼란을 야기하는 등 체계적인 방법을 통해 군사적 장악력을 확대했다. RPF는 7월 4일에 키갈리를 손에 넣고, 7월 18일에는 르완다의 나머지 부분까지도 손에 넣음으로써 승리를 확정지었다. 이후 RPF의 파스퇴르 비지뭉구와 폴 카가메가 각각 르완다의 대통령과 부통령에 임명되었다. RPF는 같은 이름의 정치 조직인 RPF와 군사 조직인 르완다 애국군(현 르완다 방위군)으로 나뉘었다.
1998년 카가메는 RPF의 수장으로 선출되었고, 2000년 3월에는 대통령이 되었다. 이어진 2003년 국민투표에서 카가메는 투표수의 95%를 득표하여 대통령으로 선출되었다. RPF는 군소 정당들과의 연합을 형성하여, 2003년 의회 선거에서 74%의 표를 얻음으로써 하원의 53석 중 40석을 차지하였다. 연합은 2008년 의회 선거에서는 42석을 얻었으며, 카가메는 2010년에 93%의 득표로 재선에 성공하였다. 2013년 의회 선거에서 RPF가 이끄는 연합은 41석을 얻었다.